# 内格雷斯科酒店

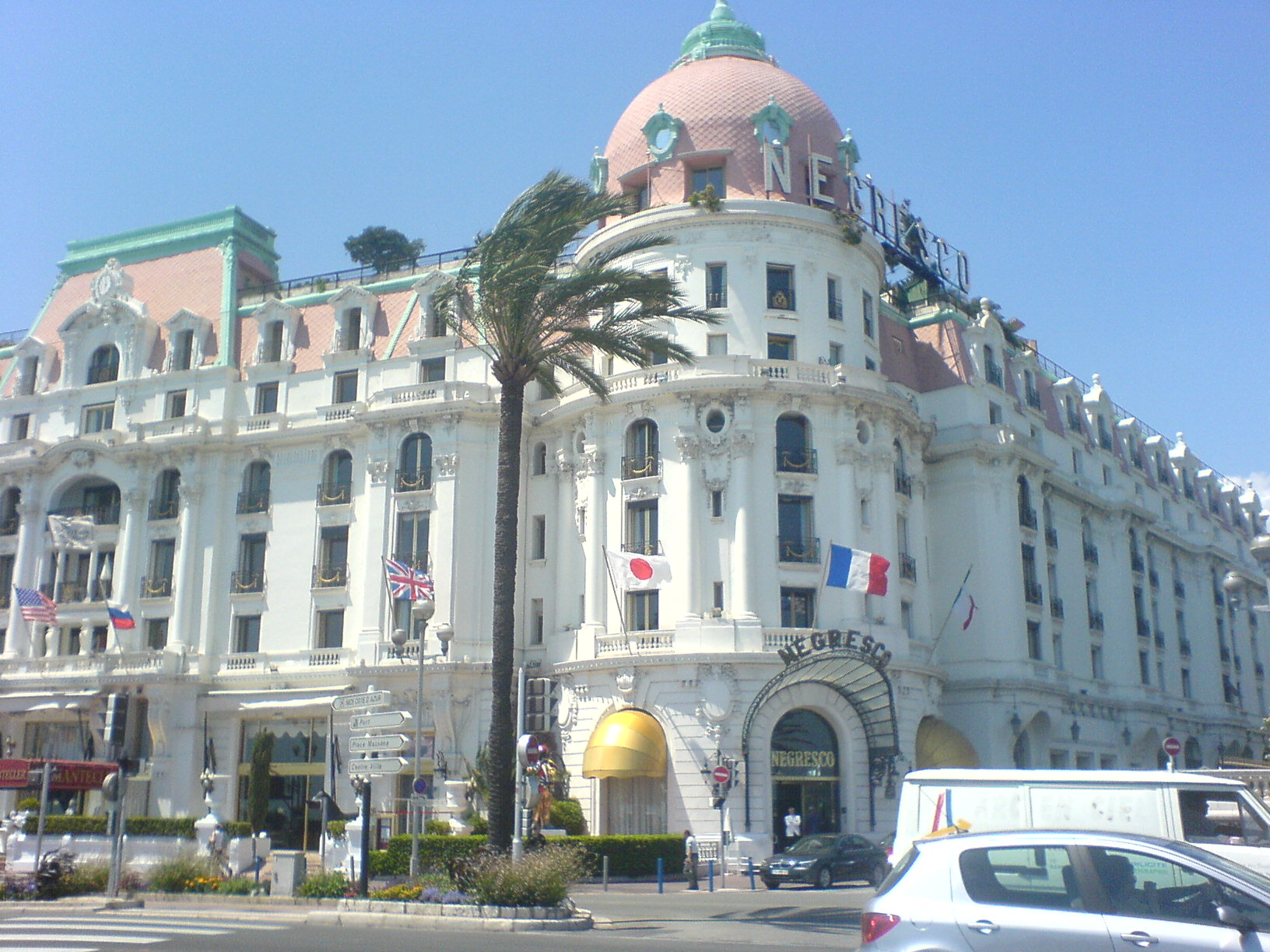
内格雷斯科酒店

内格雷斯科酒店（Hotel Negresco）位于法国南部城市尼斯的盎格鲁街，面向地中海天使湾。这座富丽堂皇的酒店于1912年建成。
这座酒店得名于亨利·内格雷斯科（1868-1920），他出生在罗马尼亚的布加勒斯特，是旅店老板的儿子，15岁离家去巴黎，然后到蔚蓝海岸，在那里致富。作为在法国尼斯市其中一个赌场的董事，他设想要建设一座豪华酒店，来吸引富豪客人。获得资金后，他聘请了建筑师爱德华-让·尼尔曼斯与居斯塔夫·埃菲尔（Édouard-Jean Niermans）为其设计酒店 ，其中居斯塔夫·埃菲尔设计了著名的粉红色圆顶。大厅壮观的16,309盏水晶吊灯由俄国沙皇尼古拉二世提供，但是由于发生十月革命而无法提货。

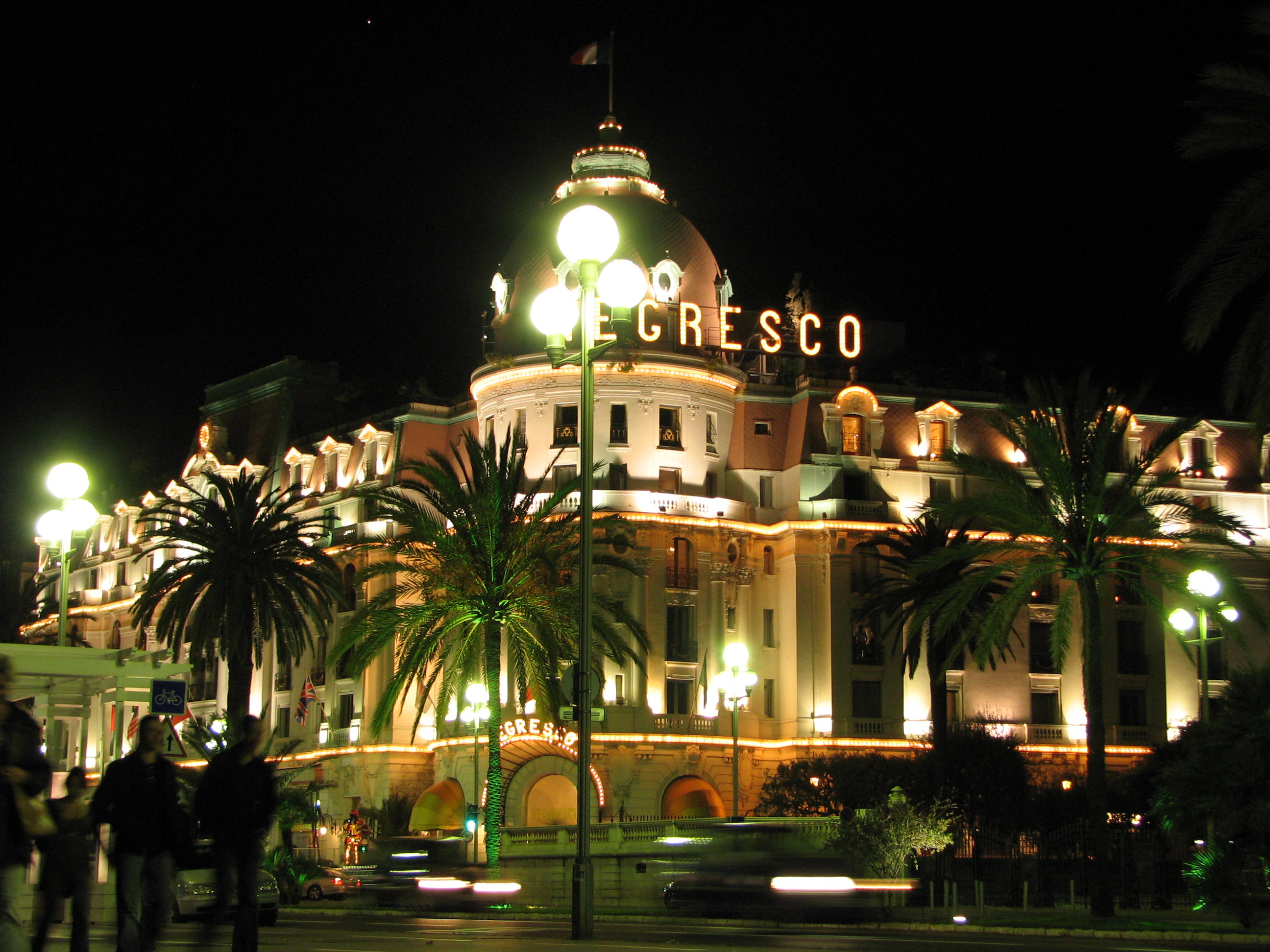
夜间

酒店开业两年后，第一次世界大战爆发，酒店被改作医院。战争结束时，里维埃拉富有的游客数量大为下降，酒店面临严重财务困难，被债权人卖给比利时公司。几年后亨利·内格雷斯科在巴黎去世，享年52岁。 
多年来，该酒店经营跌宕起伏，1957年出售给奥吉尔家族。珍妮奥吉尔夫人用豪华装饰和家具重振酒店，包括杰出的艺术收藏品和貂皮床罩。看门人穿着18世纪富豪家庭工作人员的服饰。 
2003年，内格雷斯科酒店被法国政府列为国家历史建筑，是世界顶级宾馆（Leading Hotels of the World）成员。酒店共拥有119间客房和22间套房。2009年8月被评为五星级酒店。